# Prix Édouard-Glissant
Le prix Édouard-Glissant est un prix littéraire créé en 2002 par l'université Paris-VIII, avec la participation, à partir de 2007, de la Maison de l'Amérique latine, de l'Institut du Tout-Monde et de l'Agence universitaire de la Francophonie.
Il est destiné à honorer une œuvre artistique marquante de notre temps selon les valeurs poétiques et politiques du philosophe et écrivain Édouard Glissant : la poétique du divers, le métissage et toutes les formes d’émancipation, une réflexion autour d'une poétique de la relation, celle des imaginaires, des langues et des cultures.
Le prix est décerné chaque année par un comité scientifique, et il est remis officiellement au lauréat lors d’une journée organisée autour de son œuvre.

## Liste des lauréats
- 2003 : Vassilis Alexakis, écrivain
- 2004 : Kenneth White, poète et penseur contemporain
- 2005 : Alain Borer, écrivain
- 2006 : François Maspero, écrivain, traducteur, éditeur, libraire et directeur de revues
- 2007 : Boualem Sansal, écrivain
- 2008 : Nimrod Bena Djangrang, écrivain
- 2009 : Nurith Aviv, chef-opératrice et réalisatrice
- 2010 : Patrick Vilaire, sculpteur
- 2011 : Souleymane Bachir Diagne, philosophe
- 2012 : Anabell Guerrero, photographe et Michaël Ferrier, écrivain
- 2013 : Koffi Kwahulé, écrivain
- 2014 : Juan Carlos Tata Cedrón (es) (1939-), musicien
- 2015 : Claudio Magris, écrivain
- 2017 : Jacques Coursil, musicien
- 2019 : Patrick Chamoiseau, écrivain